# Burg Gerkendahl
Die Burg Gerkendahl, auch Haus Gerkendahl, genannt, ist eine abgegangene Wasserburg am Abbabach im Stadtteil Drüpplingsen (Gerkendahler Weg 3) der Stadt Iserlohn in Nordrhein-Westfalen.
Um 1150 wird das in der alten Bauerschaft Drüpplingsen liegende Gerkendahl als Lehngut der Abtei Werden erwähnt.  
Die Burg vom Typus einer Turmhügelburg (Motte) war durch ihre Lage auf einer von einer Gräfte umgebenen Insel in einer sumpfigen Niederung am Abbabach geschützt. Im 19. Jahrhundert waren noch Reste eines quadratischen Turms zu sehen. 1361 zeugt die Stiftung einer Kapelle durch Wilhelm von Dahlhausen an Herrn zu Gerkendahl von dem Burgbau. Die Kapelle bestand bis 1778. Auf die Bedeutung der Anlage weist, dass hier 1271 über den „märkisch-limburgischer Teilungsvertrag“ verhandelt wurde.
Um 1793 wurde die ehemalige Burganlage abgerissen; die letzten Reste wurden im Jahr 1873 entfernt.